# Casa-fàbrica Mir
La casa-fàbrica Mir és un edifici de planta baixa amb entresol i tres pisos, situat al carrer de l’Om, 8 del Raval de Barcelona.

## Història i descripció

### Fàbrica d'indianes de Segimon Mir
Entre el 1785 i el 1788, Maria Àngela Ribas, vídua de l'hortolà Joan Feliu, i el seu fill Joan Feliu i Ribas, van establir en emfiteusi dues porcions de terreny al carrer de l'Om al fabricant d'indianes Segimon Mir i Codina, que el 1789 va demanar permís per a construir-hi una casa-fàbrica de planta baixa, entresol, dos pisos i golfes. El 1802, Mir va demanar permís per a enlluir la façana i construir-hi un clavegueró.
Entre 1799 i 1808, Segimon Mir figurava a l'Almanak mercantil com a fabricant interessat en la Companyia de Filats de Cotó.

### Fundición Barcelonesa de Bronces y otros Metales
L'abril del 1850, els hereus de Segimon Mir van vendre la finca per 36.320 lliures barcelonines i 12 sous al fuster Pau Llopart, que l'octubre d'aquell any la va vendre de nou per 94.874 lliures a Josep Molas i Vallvé, director i administrador de la societat anònima Fundición Barcelonesa de Bronces y otros Metales: «Su administracion está situada en la calle del Olmo, núm. 8. Fue instalada en 7 de mayo de 1850, y su capital social es de 7.000.000 de reales. Esta sociedad posee dos grandes establecimientos; uno en el mismo punto donde existen las oficinas, en el cual se funden con toda perfeccion piezas de bronce y zinch, ya en lamparas de todas clases, candelabros, ornamentos de iglesia, aparatos para gas, ya en todo género de piezas de adorno. El otro está situado en la inmediata Villa de Gracia, donde se construyen los tubos continuos y planchas de plomo de todas dimensiones, y se fabrican planchas de cobre para forro de buques y otros objetos, bombas, clavos, pernos, piezas para timon, etc., etc.»

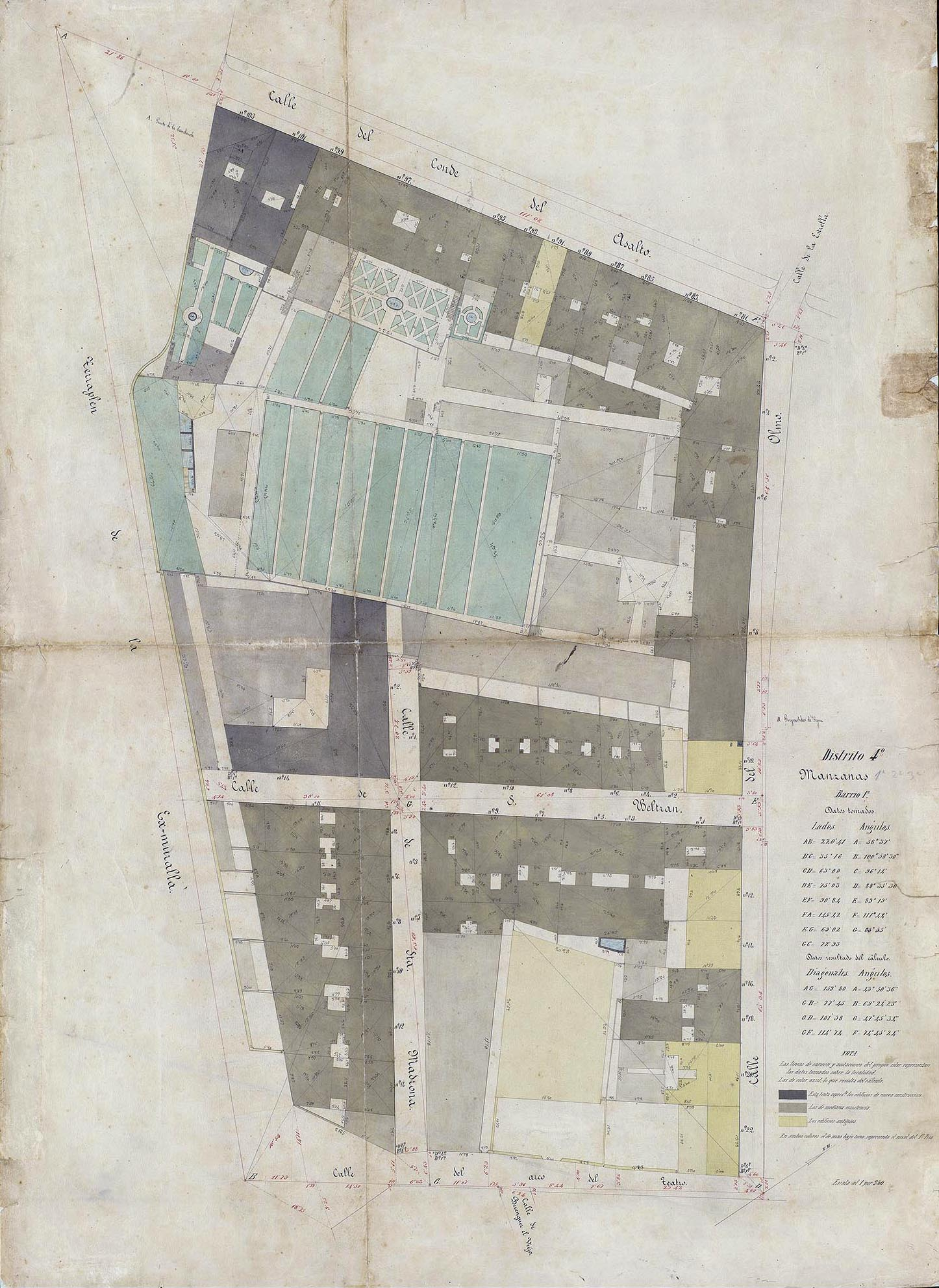
Quarteró núm. 84 de Garriga i Roca (c. 1860)

Entre el 1850 i el 1851, s'hi van fer diverses reformes, incloent la construcció de dues «quadres» de planta baixa i dos pisos a l'interior d'illa, reflectides als «Quarterons» de Garriga i Roca. Segons les cartes de pagament, hi intervingueren el paleta Ignasi Caballé, els fusters Pau Llopart i Joaquim Ferran, el manyà Josep Simon, el llauner Vicenç Forgas i Garcia, i el pintor Narcís Godàs.
El març del 1854, Molas va demanar permís al Govern militar per a instal·lar un telègraf elèctric entre la fàbrica del carrer de l'Om i la de Gràcia, situada a la Travessera entre el carrer Gran i la Carretera de Sarrià. Aquest va concedir-lo, però «con el objeto de evitar que en momentos dados pudieran transmitirse noticias que pudieran comprometer la seguridad de la plaza» va imposar-hi la instal·lació d'un registre amb clau al portal de Sant Antoni, de manera que les autoritats poguessin interrompre la comunicació quan ho consideressin convenient. El fil hauria de seguir el terraplè interior de la Muralla de Terra fins a la porta esmentada, des d'on continuaria en línia recta fins a la fàbrica de Gràcia.

### Divisió de l'edifici
Un cop tancada la Foneria Barcelonesa i venut l'edifici en subhasta el 1863, el plater i bronzista Francesc de Paula Isaura i Fargas (1824-1885) en va adquirir la meitat meridional, segregant-la de la resta.
Al voltant del 1910 s'hi remuntà un tercer pis, amb un coronament motllurat ondulant i un guardapols d'estuc damunt de cada llinda d'obertura.